# 加藤明利
加藤 明利（かとう あきとし）は、江戸時代前期の大名。陸奥三春藩主、のち陸奥二本松藩主。官位は従五位下・民部大輔。

## 略歴
慶長4年（1599年）、加藤嘉明の三男として松山にて誕生。母は堀部氏。
元和2年（1616年）1月19日に従五位下・民部少輔に叙任。始め父の会津移封に従い、寛永4年（1627年）3月14日に陸奥三春に3万石の所領を与えられ、民部大輔となる。翌寛永5年（1628年）10月5日に同二本松に移封された。寛永8年（1631年）に父が死去すると、兄・明成に従うようになる。兄が家老を殺した事件に連座した直後、寛永18年（1641年）3月25日に病没したが、死因に不審な点があったことから幕府にその死を疑われ、死後にその所領は改易とされた。号は雲心夢月寶樹院。
長男・明勝は父に連座して謹慎となった後、3,000石を与えられたが、正保2年（1645年）に13歳で死去し、無嗣断絶となった。三男・嘉遐に1,300石、四男・明重に1,500石が与えられ、旗本として家名は存続した。墓所は二本松市の顕法寺にある。

## 系譜
- 父：加藤嘉明（1563-1631）
- 母：堀部氏
- 正室：朝倉宣正の娘
- 生母不明の子女
  - 長男：加藤明勝（1633-1645）
  - 次男：加藤明正
  - 三男：加藤嘉遐
  - 四男：加藤明重
  - 女子：佐々木高重室